# (4587) Rees
(4587) Rees est un astéroïde Amor découvert le 30 novembre 1973 par Cornelis van Houten, Ingrid van Houten-Groeneveld et Tom Gehrels à l'observatoire Palomar.
Il a été nommé d'après l'astronome Martin Rees.